# Arctic Blue
Arctic Blue is een Canadees-Amerikaanse film uit 1993 van regisseur Peter Masterson.

## Verhaal
Ben Corbett is een criminele pelsjager die op het vliegtuig naar de gevangenis wordt gezet. Het vliegtuig stort in Alaska neer en hij moet samen met de bioloog Eric Desmond de bewoonde wereld zien te bereiken.

## Rolbezetting
| Acteur             | Personage     |
| ------------------ | ------------- |
| Rutger Hauer       | Ben Corbett   |
| Dylan Walsh        | Eric Desmond  |
| Rya Kihlstedt      | Anne Marie    |
| Jon Cuthbert       | Lemalle       |
| John Bear Curtis   | Mitchell      |
| Bill Croft         | Bob Corbett   |
| Richard Bradford   | Sam Wilder    |
| Kevin Cooney       | Leo Meyerling |
| Michael Lawrenchuk | Earl Kanai    |
| Steven E. Miller   | Arthur Neff   |